# Muchachito Bombo Infierno
Muchachito Bombo Infierno – hiszpańska grupa muzyczna z Barcelony.

## Skład zespołu
- Jairo Perera „Muchachito” (wokal, gitara, bęben)
- El Lere (kontrabas)
- Josué Garcia „Ciclón” (trąbka)
- Hector Bellino (perkusja)
- Alberto Perez Jordana „El Jaguar” (trąbka)
- Oscar Bass (puzon)
- David Carrasco „El Niño” (saksofon tenorowy)
- Martin „Luxurius” (saksofon altowy)
- Tito Carlos (instrumenty klawiszowe)
- Santos De Veracruz (malarz tworzący obrazy podczas występów zespołu)

Pierwszy występ zespołu miał miejsce w sali Apolo w Barcelonie w 2004 roku. Album „Vamos que nos Vamos” wydany w 2005 roku, okazał się w Hiszpanii sporym sukcesem, sprzedano ponad 20 tys. egzemplarzy płyt. W latach 2005–2006 zespół wystąpił na ponad 140 koncertach, głównie na terenie Hiszpanii. W roku 2007 ukazała się druga płyta grupy „Visto lo visto”.

## Dyskografia
- Vamos que nos vamos – 2005

1. El compadre
2. Me tienes frito
3. Será mejor
4. Luna
5. Sin vigilancia
6. Eima
7. Más que breve
8. Conversaciones incompatibles
9. Si tú si yo, si, no
10. 115
11. Cógelo
12. Siempre que quiera
13. Paquito Tarantino

- Visto lo visto – 2007

1. Acicálense
2. La noche
3. Mambo 13
4. Más que mucho
5. Caratortuga
6. Ruido
7. Aire
8. Vino y se fue
9. Pónganlo fácil
10. Azul
11. Carreta sideral
12. Soy luz
13. La viajera